# Puchar Narodów Afryki 2025 (kwalifikacje)/Grupa H
Grupa H jest jedną z dwunastu grup eliminacji do turnieju o Puchar Narodów Afryki 2025. Składa się z czterech wymienionych niżej reprezentacji:
- Demokratyczna Republika Konga
- Gwinea
- Tanzania
- Etiopia

## Tabela
| Lp. | Drużyna                           | M | Z | R | P | B+ | B- | +/– | Pkt | Kwalifikacja      |
| --- | --------------------------------- | - | - | - | - | -- | -- | --- | --- | ----------------- |
| 1   | Demokratyczna Republika Konga (A) | 6 | 4 | 0 | 2 | 7  | 3  | +4  | 12  | Awans na PNA 2025 |
| 2   | Tanzania (A)                      | 6 | 3 | 1 | 2 | 5  | 4  | +1  | 10  | Awans na PNA 2025 |
| 3   | Gwinea (E)                        | 6 | 3 | 0 | 3 | 9  | 5  | +4  | 9   |                   |
| 4   | Etiopia (E)                       | 6 | 1 | 1 | 4 | 3  | 12 | −9  | 4   |                   |

|                               | Demokratyczna Republika Konga | Gwinea | Tanzania | Etiopia |
| ----------------------------- | ----------------------------- | ------ | -------- | ------- |
| Demokratyczna Republika Konga | X                             | 1:0    | 1:0      | 1:2     |
| Gwinea                        | 1:0                           | X      | 1:2      | 4:1     |
| Tanzania                      | 0:2                           | 1:0    | X        | 0:0     |
| Etiopia                       | 0:2                           | 0:3    | 0:2      | X       |

## Mecze

### Kolejka 1
| 4 września 2024 18:00 CEST | Tanzania | 0:0(0:0)Raport | Etiopia | Benjamin Mkapa National Stadium, Dar es Salaam Sędzia: Issa Sy |
|                            |          |                |         |                                                                |

| 6 września 2024 18:00 CEST | Demokratyczna Republika Konga · Kayembe 27' | 1:0(1:0)Raport | Gwinea | Stade des Martyrs, Kinszasa Sędzia: Mohamed Adel |
|                            |                                             |                |        |                                                  |

### Kolejka 2
| 9 września 2024 21:00 CEST | Etiopia | 0:2(0:0)Raport | Demokratyczna Republika Konga · 62' Bongonda · 76' Mayele | Benjamin Mkapa National Stadium, Dar es Salaam (Tanzania) Sędzia: Lahlou Benbraham |
|                            |         |                |                                                           |                                                                                    |

| 10 września 2024 18:00 CEST | Gwinea · Bayo 57' | 1:2(0:0)Raport | Tanzania · 61' Salum · 88' Yahya | Charles Konan Banny Stadium, Jamusukro (Wybrzeże Kości Słoniowej) Sędzia: Jean Ouattara |
|                             |                   |                |                                  |                                                                                         |

### Kolejka 3
| 10 października 2024 18:00 CEST | Demokratyczna Republika Konga · Mzize 53' (sam.) | 1:0(0:0)Raport | Tanzania | Stade des Martyrs, Kinszasa Sędzia: Hillary Hambaba |
|                                 |                                                  |                |          |                                                     |

| 12 października 2024 18:00 CEST | Gwinea · Guirassy 18' (k), 37', 45+2' · Cissé 48' | 4:1(3:0)Raport | Etiopia · 53' Markneh | Stade National de la Côte d’Ivoire, Abidżan (Wybrzeże Kości Słoniowej) Sędzia: Clément Franklin Kpan |
|                                 |                                                   |                |                       | |

### Kolejka 4
| 15 października 2024 15:00 CEST | Tanzania | 0:2(0:0)Raport | Demokratyczna Republika Konga · 87', 90+3' Elia | Benjamin Mkapa National Stadium, Dar es Salam Sędzia: Celso Alvação |
|                                 |          |                |                                                 |                                                                     |

| 14 października 2024 21:00 CEST | Etiopia | 0:3(0:3)Raport | Gwinea · 16', 23' (k) Guirassy · 19' Touré | Stade National de la Côte d’Ivoire, Abidżan (Wybrzeże Kości Słoniowej) Sędzia: Mustapha Ghorbal |
|                                 |         |                |                                            |                                                                                                 |

### Kolejka 5
| 16 listopada 2024 17:00 CET | Etiopia | 0:2(0:2)Raport | Tanzania · 15' Msuva · 31' Salum | Stade des Martyrs, Kinszasa (Demokratyczna Republika Konga) Sędzia: Ring Malong |
|                             |         |                |                                  |                                                                                 |

| 16 listopada 2024 20:00 CET | Gwinea · Guirassy 90+2' | 1:0(0:0)Raport | Demokratyczna Republika Konga | Stade National de la Côte d’Ivoire, Abidżan (Wybrzeże Kości Słoniowej) Sędzia: Amin Omar |
|                             |                         |                |                               |                                                                                          |

### Kolejka 6
| 19 listopada 2024 17:00 CET | Tanzania · Msuva 61' | 1:0(0:0)Raport | Gwinea | Benjamin Mkapa National Stadium, Dar es Salam Sędzia: Brighton Chimene |
|                             |                      |                |        |                                                                        |

| 19 listopada 2024 17:00 CET | Demokratyczna Republika Konga · Batubinsika 90+2' | 1:2(0:1)Raport | Etiopia · 36' Desta · 90+6' Nasir | Stade des Martyrs, Kinszasa Sędzia: Leonidas Lenine da Graça |
|                             |                                                   |                |                                   |                                                              |

### 6 goli
- Serhou Guirassy

### 2 gole
- Meschak Elia
- Simon Msuva
- Feisal Salum

### 1 gol
- Dylan Batubinsika
- Théo Bongonda
- Edo Kayembe
- Fiston Mayele
- Bereket Desta
- Kenean Markneh
- Mohammednur Nasir
- Mohamed Bayo
- Seydouba Cissé
- Abdoulaye Touré
- Mudathir Yahya

### Gole samobójcze
- Clement Mzize (dla Demokratycznej Rep. Konga)